# 童小芸
童小芸（1971年7月21日—），臺灣高雄市人，中華民國政治人物、中國國民黨黨員。曾任臺南市北區振興里里長。
2019年8月7日，國民黨中常會通過第10屆立法委員選舉第十一梯次提名案，臺南市第三選舉區 （北區、安南區）徵召童小芸，挑戰民進黨現任立委陳亭妃，後落選。
2022年議員選舉，童小芸辭去振興里里長參選台南市議員，落選。

## 選舉紀錄
| 年度 | 選舉屆數             | 選舉區           | 所屬政黨   | 得票數 | 得票率  | 當選標記 | 備註 |
| ---- | -------------------- | ---------------- | ---------- | ------ | ------- | -------- | ---- |
| 2014 | 第二屆振興里里長選舉 | 臺南市北區振興里 | 無黨籍     | 676    | 60.90%  |          |      |
| 2018 | 第三屆振興里里長選舉 | 臺南市北區振興里 | 無黨籍     | 1,068  | 100.00% | 同額競選 |      |
| 2020 | 第十屆立法委員選舉   | 臺南市第三選舉區 | 中國國民黨 | 52,886 | 26.97%  |          |      |
| 2022 | 第四屆臺南市議員選舉 | 臺南市第六選舉區 | 中國國民黨 | 7,536  | 7.91%   |          |      |

## 外部連結
- 童小芸臉書